# Songs of Theodorakis
Songs of Theodorakis je album řecké herečky a zpěvačky Irene Papasové. Všech jedenáct písní, které jsou nazpívány v řečtině, napsal řecký písničkář a skladatel Mikis Theodorakis. Album bylo poprvé vydáno v roce 1968 společností RCA Victor (FPM-215 a FSP-215) a v roce 1969 jej toto vydavatelství vydalo také ve Francii. V roce 1990 jej v Řecku vydala i společnost Anodos (ΠΜΕ Α-166) pod názvem Ειρήνη Παππά | Σε Ένδεκα Τραγούδια Του Μίκη Θεοδωράκη (Irene Papasová | Eleven Songs by Mikis Theodorakis). V roce 2004 bylo album remasterováno a opětovně vydáno na CD u FM Records pod názvem Irene Papas Sings Mikis Theodorakis.
Všechny skladby byly nahrány na koncertě, který Papasová uspořádala v New Yorku v roce 1969. Hudbu dirigoval Harry Lemonopoulos. Producentem alba byl Andy Wiswell, který k albu také napsal komentář. Když se v roce 1967 dostala k moci vojenská junta, Papasová i Theodorakis odešli do exilu. Kritik Clive Barnes z New York Times o jejím vystoupení řekl: „Irene Papasová je veřejnosti známa jako herečka, ale právě proto zpívá s takovou intenzitou; její samotný vzhled s havraními vlasy je stejně dynamickým výrazovým prostředkem.“

## Seznam skladeb
1. At Sunset (Ena deilino), taktéž Twilight
2. Denial (Arnese), taktéž Secret Shore (To perigiali)
3. You Were Good, You Were Sweet (Isoun kalos k'isoun glykos) taktéž None Like You
4. My Betrayed Love (Prodomeni agapi)
5. Thanks God (Doxa to theo) taktéž Bless the Lord
6. On Every Corner (Gonia gonia) taktéž Around Each Corner
7. Paul And Nicholas (Ton Pavlo kai ton Nikolo)
8. Sorrow (Kaimos), taktéž Anguish
9. In The Orchards (Sta pervolia) taktéž In the Fields
10. The Sun Looked At The Earth (O ilios koitaxe ti ge)
11. Lament (Miroloi)